# Alexandre Sokolov
Pour les articles homonymes, voir Sokolov.
Alexandre Alexeïevitch Sokolov (1840-1913), en russe : Александр Алексеевич Соколов, est un journaliste, dramaturge et romancier russe. 

## Biographie
Il étudie à l'école de théâtre de Saint-Pétersbourg et joue ensuite comme acteur. 
En 1854, il publie le drame L'Abnégation du peuple russe («Самоотвержение русского народа»). Il écrit également des articles sur le théâtre et des nouvelles à partir de la fin des années 1850 (sous les pseudonymes de  « Ne demande pas qui je suis » et « Le Nihiliste théâtral »). 
En 1867, il fait paraître le roman Les Marais du théâtre («Театральные болота»), qui connaitra quatre édition et sera traduit en allemand, suivi de La Sœur de la Charité («Сестра Милосердия»), Meurtre sans sang («Бескровное убийство»), Le Père Alekseï d'après Ozeria («Отец Алексей из-за Озерья»), La Petite Affranchie de l'ataman Stenka Razine («Понизовая вольница атамана Стеньки Разина»), Le Baptëme  de Pierre le Grand («Крестник Петра Великого»), La Femme tsar («Царь Баба»), Seltso Otradnoe («Сельцо Отрадное»), À la Cour d'assises («На суд присяжных»), Le Général blanc («Белый Генерал», traduit en français), au total plus de 50 romans, auxquels s'ajoutent 760 nouvelles et récits, 9 drames, 5 comédies et 17 petites œuvres dramatiques et jusqu'à 500 fables - sous le pseudonyme de Nekrylov.
En 1868, il dirige Le Feuillet de Saint-Pétersbourg, qui ne compte pratiquement aucun abonné, et dont le tirage atteignait 10 000 exemplaires. Dans les années 1880, il passe au Journal de Pétersbourg, où il publie quotidiennement des notes et des poèmes humoristiques sous divers pseudonymes. Il a également publié et édité le journal le Souffleur (ru). 
Il meurt le 31 juillet 1913 (13 août dans le calendrier grégorien) d'un œdème pulmonaire. Il est enterré au cimetière Mitrofanievskoïe.